# Радунська Ірена Львівна
Ірена (Ірина, Орина) Львівна Радунська (рос. Ирина (Ирэн) Львовна Радунская; нар.12 грудня 1926, Луганське, УРСР) — російська радянська письменниця, публіцист, авторка фантастичних та науково-популярних творів. Член Спілки письменників СРСР (1968) і Спілки письменників Москви.

## Біографія
У юності Орина Радунська здобула музичну освіту, вивчала історію мистецтв і філософію.
Писала вірші. У кінці 1940-х —  початку 1950-х років захопилася науково-технічним прогресом, науковою творчістю як феноменом людської діяльності.
1952 року закінчила Московський авіаційний інститут імені Серго Орджонікідзе. Після навчання Орина Радунська — наукова співробітниця у галузі електроніки. Одночасно друкується в публікувалася у періодиці
. Обидві сфери її інтересів — мистецтво і наука — тісно поєднались, сформувавши особливий літературний стиль. Орина Радунська цікавиться інтелектуальним життям сучасників, захоплювалась історією людської думки тощо.== Творчість ==
Перші твори були надруковані 1955 року.
Орина Радунська — автор науково-популярних книг написаних російською мовою «Когда атомам тесно» (1962), «Человек и машина» (1965), «Безумные» идеи" (1965), «Превращения гиперболоида инженера Гарина» (1966), «Сражение с дьяволом. Документальная повесть» (1966), «Джунгли. Повесть фантастическая, но…» (1967), «Крушение парадоксов» (1971), «Аксель Берг — человек ХХ века» (1971), «Мир наизнанку» (1979), «Предчувствия и свершения: Призраки» (1984) та інших. Крім того, надруковано більше ніж двісті статей, нарисів, есе у періодичних виданнях.

## Нагороди
- Лауреат премії Всесоюзного товариства «Знання» (1967)
- Премія журналу «Вогник» (1976).

## Вибрані твори
- Радіоспектроскопія (рос. Радиоспектроскопия) — 1958
- Мова молекул (рос. Язык молекул) — 1958, співавтор Марк Жаботинський
- Радіо наших днів (рос. Радио наших дней) — 1959, співавтор Марк Жаботинський
- Години, за якими ми живемо (рос. Время, по которому мы живем) — 1962, співавтор Марк Жаботинський
- Коли атомам тісно (рос. Когда атомам тесно) — 1962
- Таємниці космічного випромінювання (рос. Тайны космического излучения) — 1963
- Мазери: Квантові генератори (рос. Мазеры: Квантовые генераторы) — 1964
- Шалені ідеї (рос. Безумные идеи) — 1965
- Людина і машина (рос. Человек и машина) — 1965
- Перевтілення гіперболоїди інженера Гаріна (рос. Превращения гиперболоида инженера Гарина) — 1966.
- Аксель Берґ — людина ХХ століття (рос. Аксель Берг — человек XX века) — 1971
- Руйнування парадоксів (рос. Крушение парадоксов) — 1971
- Передчуття і звершення (рос. Предчувствия и свершения) — 1978
- Світ навпаки (рос. Мир наизнанку) — 1979
- Кванти і музи (рос. Кванты и музы) — 1980
- Передчуття і здійснення: Примари (рос. Предчувствия и свершения: Призраки) — 1984
- Джунглі (рос. Джунгли) — 1984, повість
- Люди і роботи (рос. Люди и роботы) — 1986[4]
- Передчуття і звершення: Великі помилки (рос. Предчувствие и свершения: Великие ошибки) — 2004
- Фізики шістдесятих (рос. Физики шестидесятых) — 2012
- Коли фізики чогось варті (рос. Когда физики в цене) — 2015